# Ekeberg
Ekerberg és un barri d'Oslo, Noruega. El torneig de futbol de la Copa de Noruega es duu a terme a Ekeberg cada estiu. La pintura "El crit" d'Edvard Munch es pintà a Utsikten ("la vista"), una part d'Ekeberg.